# Stadion Dynamo w Charkowie
Stadion "Dynamo" (ukr. Стадіон «Динамо» Харківської обласної організації ФСТ «Динамо») – wielofunkcyjny stadion w Charkowie na Ukrainie.
Stadion "Dynamo" został zbudowany w 1931. Po ostatniej rekonstrukcji w 1971 stadion mieścił 9 000 widzów. Po rekonstrukcji w 2008 stadion dostosowano do wymóg standardów UEFA i FIFA, wymieniono część starych siedzeń na siedzenia z tworzywa sztucznego (2580 miejsc). Rekonstruowany stadion może pomieścić 5 700 widzów. Swoje mecze na tym stadionie rozgrywa klub piłkarski FK Charków.